# Giustiniano Partecipazio
Giustiniano Partecipazio (zm. 829) – doża Wenecji od 827.